# Real Audiencia di Caracas
La Audiencia y Cancillería Real de Caracas, o semplicemente Real Audiencia de Caracas, è stata una Real Audiencia della Corona spagnola nel territorio della Capitaneria generale del Venezuela. È stata creata il 6 luglio 1786 nella città di Santiago de León de Caracas ed è stata l'ultima real audiencia ad essere istituita in America prima delle guerre d'indipendenza ispanoamericane. È stata istituita il 19 luglio 1787.